# Спинешти (Вранча)
Спинешти (рум. Spinești) насеље је у Румунији у округу Вранча у општини Вранчоаја. Oпштина се налази на надморској висини од 439 m.

## Становништво
Према подацима из 2002. године у насељу је живело 638 становника, од којих су сви румунске националности.